# De Paoli

## Storia
La famiglia Paoli, De Paoli o Delli Paoli è stata un'importante famiglia aristocratica italiana proveniente dalla Corsica che annovera tra i suoi esponenti più illustri il paladino dell'indipendenza corsa, Pasquale Paoli. Il cognome infatti si è diffuso anche con la forma Paoli e Delli Paoli.
In Genova vennero ascritti all'albergo De Franchi.
La famiglia discende direttamente da fabbricanti di panni di lana di Gubbio, in Umbria, che impiantarono un emporio in Corsica già documentato all'inizio del Trecento. Ciononostante, differenti sono le ipotesi di collegamento tra la famiglia corsa e le varie famiglie nobiliari aventi lo stesso cognome e talora lo stesso stemma sparse per l'Italia, presenti a Genova, in Sicilia e a Pesaro.
È comunque noto che il generale Pasquale Paoli (più correttamente de' Paoli o delli Paoli), famoso per la ribellione corsa e figlio di Giacinto, intrattenesse rapporti epistolari con la famiglia omonima eugubina avanzando ipotesi di parentela. Giovan Battista Crollalanza fa discendere il ramo corso da quello eugubino differenziandolo da quello genovese.
La famiglia, trasferitasi in Francia ricevette da Napoleone Bonaparte il titolo di conti di Chagny, mantenuto dagli eredi anche dopo il trasferimento in Liguria.
L'arma della famiglia è: D'argento, alla testa di moro al naturale, bendata del campo. D'azzurro, al braccio armato di spada.
A tal proposito tra le caratteristiche storiche della famiglia si annoverano un coraggio invidiabile in battaglia; uno dei motti della famiglia di Conti liguri è infatti "Vincere o morire, arrendersi mai".
Tra le altre caratteristiche storiche del ramo genovese si evidenzia uno spiccato amore per le arti letterarie, pare addirittura che Giacomo Leopardi abbia trovato rifugio a Genova in un suo viaggio sotto la protezione della famiglia dei Conti de' Paoli.
È anche probabile che il cognome suddetto rimandi infine ad un luogo d'origine e precisamente a probabili origini francesi: il luogo sarebbe il monte Puy de Dome presso Clermont Ferrand (ove Pascal fece i suoi esperimenti sulla pressione atmosferica) donde "de Puy" da cui in zona il gruppo di famiglie de Paul (fra cui la famiglia da cui venne Vincent de Paul ovvero san Vincenzo de Paoli o delli Paoli) con successivi spostamenti in Piemonte e quindi in Italia. 

### I De Paoli nella cultura di massa
Il cognome è inoltre presente nel romanzo La monaca di Sciangai di Anna Banti, pubblicato da Arnoldo Mondadori Editore nel 1963, in cui appunto viene presentato come appartenente all'importante famiglia aristocratica della protagonista.